# Katy Jurado
María Cristina Estela Marcela Jurado García, bedre kendt som Katy Jurado (født 16. januar 1924, død 5. juli 2002) var en mexikansk skuespiller, journalist og filmkritiker.
Hun blev født i en velhavende familie, hvis ejendom senere blev konfiskeret af regeringen. Efter at have medvirket i en række film i sit hjemland kom hun til Hollywood som kor for mexicanske magasiner. Der blev hun opdaget af John Wayne og lavede sin amerikanske filmdebut 1951 i I arenaens sol. Hun spillede sensuelle og eksotiske roller i en serie af film, hvoraf den mest mindeværdige er Sheriffen. Hun blev nomineret til en Oscar for bedste kvindelige birolle i Den brudte lanse.
Hun har en stjerne på Hollywood Walk of Fame ved adressen 7065 Hollywood Blvd.

## Privatliv
Jurado var gift to gange, første gang med en mexicansk skuespiller, anden gang med skuespiller Ernest Borgnine i 1959-1964.